# منازل كلايتون
منازل كلايتون أو كلايتون هومز هو أكبر شركة بناء للمساكن المصنعة والمنازل المعيارية في الولايات المتحدة.  وهي شركة تابعة مملوكة بالكامل لشركة بيركشاير هاثاواي التابعة لوارن بافيت.

يقع المقر الرئيسي لشركة كلايتون هومز في ماريفيل، تينيسي. وتشمل الشركات التابعة لها مجموعة كلايتون هوم للبناء، مجموعة كلايتون العقارية، فاندربيلت للرهن العقاري، الرهن العقاري الحادي والعشرون، وشركة التأمين وكالة هوم فيرست.

## تاريخ
تأسست كلايتون هومز في عام 1956 على يد جيم كلايتون. بدأ العمل بتجديد وإعادة بيع المنازل المتنقلة المستعملة. في عام 1966، افتتح جيم كلايتون موقع متجر كلايتون هومز في نوكسفيل، تينيسي، على طريق كلينتون السريع. أنشأت كلايتون هومز شركة الرهن العقاري الخاصة بها في عام 1974 وأضافت قسم التصنيع في عام 1975. تم طرح الشركة للاكتتاب العام في عام 1983، وتم تداولها في بورصة نيويورك. في كل عام من عام 1989 حتى عام 1992، تم إدراج شركة كلايتون هومز في قائمة فوربس لأفضل الشركات الصغيرة في أمريكا. تولى كيفن كلايتون، ابن جيم كلايتون، إدارة الشركة في عام 1999. انضم كيفن كلايتون إلى شركة كلايتون هومز في الثمانينيات وتولى العديد من الأدوار القيادية في الشركة والشركات التابعة لها قبل أن يصبح الرئيس التنفيذي. 
في عام 2002، حققت شركة كلايتون هومز إيرادات قدرها 1.2 مليار دولار. وقد استحوذت عليها بيركشاير هاثاواي في عام 2003 مقابل 1.7 مليار دولار. كما أعربت شركة سيربيروس كابيتال مانجمنت عن اهتمامها بتقديم عطاءات لشراء الشركة. تم تقديم شهادة الدمج في ديلاوير، وتم سحب أسهم كلايتون هومز من بورصة نيويورك. في عام 2007، بلغت إيرادات كلايتون هومز 3.66 مليار دولار. باعت كلايتون هومز أعمال مجتمعات تأجير الأراضي الخاصة بها إلى شركة Yes Companies LLC التي تتخذ من دنفر مقراً لها في عام 2008. شملت الصفقة 65 عقارًا في 11 ولاية. تم تقديم علامة i-house التجارية في مايو 2008 كمنزل أخضر موفر للطاقة. بحلول عام 2009، باعت كلايتون هومز أكثر من 1.5 مليون منزل. في عام 2009، أطلقت كلايتون هومز المنزل الإلكتروني كإصدار أكثر بأسعار معقولة من i-house.
شاركت كلايتون هومز في دعوى قضائية في عام 2011 مع الوكالة الفيدرالية لإدارة الطوارئ (FEMA) بعد توفير فصول دراسية محمولة كجزء من إعصار كاترينا والتي وجد أنها تحتوي على الفورمالديهايد. بعد ذلك، تم العثور على أحد الملاجئ الجاهزة التي تم توفيرها لهايتي من خلال مؤسسة كلينتون بعد زلزال عام 2010 على مستوى 250 جزءًا في المليار، "مستوى مرتفع جدًا" وفقًا لعالم متخصص في الملوثات الداخلية في مختبر لورنس بيركلي الوطني.
زعمت إحدى الأخبار في عام 2015 أن كلايتون هومز تستهدف وتستغل مشتري المنازل من الأقليات بشكل غير عادل. تعرضت كلايتون هومز لمزيد من الانتقادات بسبب استخدامها المزعوم لممارسات تجارية فاسدة. نفت الشركة التمييز ضد عملائها أو عمالها.  دافع وارن بافيت، الرئيس التنفيذي لشركة بيركشاير هاثاواي، عن كلايتون ضد ادعاءات الإقراض الاستغلالي في مقابلة قائلاً: "لدينا 300 ألف قرض في دفاترنا وخلال السنوات الثلاث الماضية لم أتلق رسالة شكوى واحدة من أي شخص.
في عام 2015، عملت شركة كلايتون هومز مع مختبر أوك ريدج الوطني وشركة الهندسة المعمارية Skidmore، Owings & Merrill لإنتاج منزل وسيارة مطبوعين ثلاثي الأبعاد يشتركان في وحدة طاقة واحدة. توسعت كلايتون هومز في سوق بناء المنازل التقليدية من خلال الاستحواذ على شركة بناء المنازل Chafin Communities ومقرها جورجيا في عام 2015، وGoodall Homes ومقرها تينيسي في عام 2016. في أبريل 2016، استحوذت كلايتون هومز على شركة River Birch Homes، ومقرها هاكلبرج، ألاباما. في الشهر التالي، استضافت كلايتون هومز أول معرض منزلي لها في برمنغهام. حضر المعرض 492 شخصًا وضم 27 منزلاً من 27 منشأة. في نفس الشهر، أعلنت كلايتون هومز أنها ستتعاون مع المنظمة غير الربحية Next Step لبناء دوبلكس معياري في واكو، تكساس على أرض تملكها NeighborWorks Waco  من أجل توفير مساكن ميسورة التكلفة في منطقة واكو الكبرى.
في عام 2016، تم تصنيف كلايتون هومز على أنها رقم 292 في قائمة فوربس لأفضل أصحاب العمل في أمريكا. قدمت الشركة خطًا من المنازل الصغيرة خلال خريف عام 2016 مع ظهور نموذجها الأول "Lowcountry" في ولاية كارولينا الشمالية. حظيت سلسلة المصممين بإشادة إعلامية من USA Today وThe Post و Courier، من بين آخرين.
في 10 يوليو 2017، أعلنت مجموعة كلايتون العقارية عن شراء شركة هاريس دويل هومز لبناء المنازل، ومقرها في برمنغهام، ألاباما. تُعرف كلايتون هومز بمنازلها المصنوعة، وتتوسع الآن إلى سوق الإسكان المُبني في الموقع، والذي يبلغ سعره 250,000 دولار أو أقل، كما ورد في يوليو 2017. منذ أكتوبر 2015، استحوذت كلايتون هومز على شركات بناء المنازل في أتلانتا وناشفيل، وكانساس سيتي، ودنفر وبرمنغهام. في عام 2019، عملت كلايتون هومز أيضًا مع وكالة الإعلان Made التي تتخذ من كولورادو مقراً لها لإنشاء سلسلة "Prefabulous" للترويج لمنازلها المصنعة ومحاولة محاربة وجهة النظر القائلة بأن المنازل المبنية خارج الموقع هي "منخفضة المستوى ومناسبة للجميع". اعتبارًا من عام 2021، احتلت مجموعة كلايتون العقارية، وهي شركة تابعة لشركة كلايتون هومز، المرتبة الثامنة من حيث الحجم في قائمة Builder Magazine لأكبر 100 شركة بناء منازل في الولايات المتحدة بإجمالي إيرادات يبلغ 2.98 مليار دولار.

## عمليات
كلايتون هومز تنتج منازل تحت العلامات التجارية Buccaneer Homes وCavalier Homes و Clayton Homes و Crest Homes و Giles Industries و Golden West Homes و Karsten Company و Marlette Homes و Norris Homes و Schult Homes و Southern Energy Homes. كما تمتلك كلايتون هومز العلامات التجارية Oakwood Homes و TruValue Homes و Luv Homes. في عام 2016، استحوذت كلايتون على G&I Homes، وهي شركة عائلية مقرها في نيويورك.
اعتبارًا من عام 2019، تمتلك كلايتون هومز 40 منشأة لبناء المنازل وأكثر من 350 منفذًا للبيع بالتجزئة تقع في جميع أنحاء الولايات المتحدة. في هذه المنشآت والمواقع التجارية ومراكز التوزيع، توظف الشركة 16000 شخص. تنتج كلايتون هومز حوالي 50000 منزل سنويًا في مرافقها، وهو ما يعادل حوالي نصف إجمالي إنتاج الصناعة. يتم بعد ذلك نقل المنزل المبني خارج الموقع إلى موقعه النهائي في أقسام ليتم تجميعها على الأساس. اتخذت كلايتون هومز عددًا من التدابير الاستدامة في مرافقها، بما في ذلك منع 200 طن قصير (180 طن) من النفايات من الذهاب إلى مكب النفايات من منشأتها في Bean Station، تينيسي، في عام 2020 من خلال إعادة تدوير المعادن، والورق المقوى والأسلاك والبلاستيك. كما وفرت منشأة Bean Station 40،000 جالون أمريكي (150،000 لتر) من المياه سنويًا - أي انخفاض بنسبة 50٪ - من خلال تنفيذ ترقيات توفير المياه.

## الإحسان
في عام 2015، أصدرت كلايتون هومز طراز باتريوت للمنزل وتعاونت مع مجموعة مساعدة المحاربين القدامى Hope for the Warriors.  قدمت Clayton Home Building Group شيكًا بقيمة 33600 دولار للمنظمة في يناير. تعمل Hope For The Warriors مع قدامى المحاربين من جميع فروع الجيش بالإضافة إلى الخدمة الفعلية بعد 11 سبتمبر، والحرس الوطني، وأعضاء الخدمة الاحتياطية. في مايو 2016، قدمت كلايتون شيكًا بقيمة 100000 دولار للمنظمة.
في عام 2019، أصبحت مجموعة كلايتون لبناء المنازل الراعي المؤسس لبرنامج Warrior's Compass Suite من قبل Hope for the Warriors لمساعدة المحاربين القدامى على الانتقال من الخدمة العسكرية الأمريكية إلى العمل المدني. التزمت مجموعة كلايتون لبناء المنازل بالتبرع بمبلغ 300،000 دولار لدعم البرنامج.
تتشارك كلايتون هومز أيضًا مع Family Promise للتبرع بعدة منازل سنويًا للعائلات التي تعرضت للتشرد. في عام 2021، تبرعت كلايتون هومز بمبلغ 450،000 دولار و 3 منازل مبنية خارج الموقع لاستخدامها في منع التشرد العائلي.